# Renin-angiotenzin rendszer
A renin–angiotenzin rendszer (RAS - Renin–angiotensin system) vagy a renin–angiotenzin–aldosteron rendszer (RAAS - renin–angiotensin–aldosterone system) egy hormonrendszer, amely szabályozza a vérnyomást és a víz (folyadék) egyensúlyt.
Ha a vérmennyiség alacsony, a vesében lévő juxtaglomeruláris sejtek renint választanak ki közvetlenül a keringésbe. A plazmás renin ekkor a máj által felszabadított angiotenzinogént átalakítja angiotenzin I-é. Végül az angiotenzin I átalakul angiotenzin II-vé a tüdőben található angiotenzinkonvertáló enzim (ACE) által.